# 1089
1089 (MLXXXIX) fue un año común comenzado en lunes del calendario juliano.

## Acontecimientos
- En España: Los almorávides entran por segunda vez reclamados por Al-Mutamid de Sevilla.
- En Siria, Palmira, la antigua capital del reino nabateo, es destruida por un terremoto.